# Гаврилова, Ольга Николаевна
О́льга Никола́евна Гаври́лова (8 февраля 1957 — 3 января 2022), в замужестве Дрейко — советская легкоатлетка, специализировалась в метании копья. Выступала за сборную СССР по лёгкой атлетике в середине 1980-х годов, победительница Кубка мира в Канберре, призёр первенств национального значения, участница Игр доброй воли в Москве. Представляла спортивное общество «Спартак» (Ленинград). Мастер спорта СССР международного класса. Впоследствии — тренер по лёгкой атлетике.

## Биография
Ольга Гаврилова родилась 8 февраля 1957 года.
Начала заниматься лёгкой атлетикой в городе Свободный Амурской области в местной Детско-юношеской спортивной школе № 1 под руководством тренера В. Н. Шкапа. С 1974 года тренировалась в Ленинграде у тренера Л. Г. Анокиной, состояла в добровольном спортивном обществе «Спартак». В 1980 году выполнила норматив мастера спорта по легкоатлетическому многоборью, затем сосредоточилась исключительно на метании копья — была подопечной А. И. Платонова.
Впервые заявила о себе в метании копья на взрослом всесоюзном уровне в сезоне 1984 года, выиграв серебряную медаль на зимнем чемпионате СССР по метаниям в Адлере — уступила здесь только представительнице Профсоюзов из Куйбышева Ольге Чистяковой.
В 1985 году на зимнем чемпионате СССР по метаниям в Адлере вновь стала серебряным призёром — на сей раз её обошла Наталья Коленчукова из Могилёва. Благодаря череде удачных выступлений вошла в основной состав советской национальной сборной и удостоилась права защищать честь страны на Кубке мира в Канберре, где с результатом 66,80 метра неожиданно одержала победу в личном зачёте метания копья, превзойдя будущую олимпийскую чемпионку из ГДР Петру Фельке — таким образом она прервала победную серию Фельке из 26 стартов. Победа Гавриловой, а также первое место толкательницы ядра Натальи Лисовской, позволили женской советской команде стать второй в командном зачёте.
После Кубка мира Ольга Гаврилова ещё в течение некоторого времени оставалась в составе легкоатлетической команды СССР и продолжала принимать участие в крупнейших международных соревнованиях. Так, в 1986 году она представляла страну на Играх доброй воли в Москве, где с результатом 59,48 метра стала в метании копья четвёртой.
За выдающиеся спортивные результаты удостоена почётного звания «Мастер спорта СССР международного класса».
Впоследствии работала тренером по лёгкой атлетике в ДЮСШ-1 в Свободном.
Скончалась 3 января 2022 года.